# Sauropus subterblancus
Sauropus subterblancus là một loài thực vật có hoa trong họ Diệp hạ châu. Loài này được (C.E.C.Fisch.) Welzen mô tả khoa học đầu tiên năm 2001.